# Harry Hooper (baseball)
Pour les articles homonymes, voir Harry Hooper et Hooper.
Harry Bartholomew Hooper (24 août 1887 - 18 décembre 1974) est un joueur américain de baseball. Il évolue en ligue majeure de 1909 à 1925. Vainqueur avec les Red Sox de Boston des séries mondiales 1912, 1915, 1916 et 1918, il est élu au Temple de la renommée du baseball en 1971.

## Carrière
Harry Hopper rejoint les Red Sox de Boston le 23 novembre 1908 et débute en Ligue majeure le 16 avril 1909. Sous les couleurs des Red Sox, il remporte les séries mondiales 1912, 1915, 1916 et 1918. Il prend part à 24 matches de série mondiale, pour une moyenne au bâton de 0,293 lors de ces rencontres décisives. A Boston, il constituait avec Tris Speaker et Duffy Lewis, le « Million Dollar Outfield » (champ extérieur à un million de dollar).
Il est échangé contre Shano Collins et Nemo Leibold aux White Sox de Chicago le 4 mars 1921. Hooper signe de belles saisons avec les White Sox en frappant à plus de 0,300 de moyenne en 1921, 1922 et 1924.
Charles Comiskey voulant réduire son salaire, il préfère mettre un terme à sa carrière en Ligue majeure en 1925. Il joue 78 matches en Pacific Coast League puis met un terme définitif à sa carrière de joueur professionnel.
Il devient plus tard manager pendant deux saisons des universitaires de Princeton.
Harry Hooper est élu au Temple de la renommée du baseball en 1971 et décède le 18 décembre 1974.